# Pauluskirche (Wuppertal)

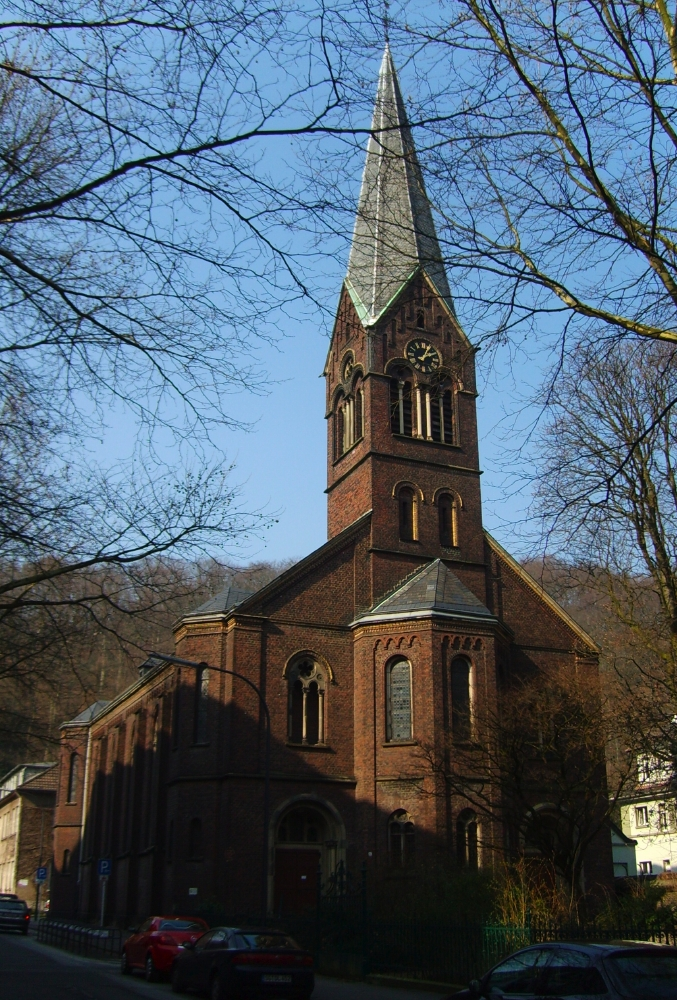
Die Pauluskirche von Süden

Die Pauluskirche im Wuppertaler Stadtteil Unterbarmen, dem westlichsten Stadtteil der alten Stadt Barmen, heute Stadtbezirk Barmen der Stadt Wuppertal, ist das zweite für die Vereinigt-evangelische Gemeinde Unterbarmen errichtete Gotteshaus.
Der Westen der 1822 gegründeten, ersten unierten Gemeinde im Wuppertal wurde zunächst durch einen Betsaal versorgt, der auf einem 1874 für das 5. Pastorat der Gemeinde erworbenen Grundstück an der damaligen Haspelerstraße (heute Friedrich-Engels-Allee) aus einem umgebauten Pferdestall bestand. 1875 plante man den Bau eines größeren Betsaals im hinteren Teil des Grundstücks an der Wupper. Dieser Teil wurde durch den Bau der heutigen Pauluskirchstraße mit der Haspelerstraße verbunden, und 1880 beschloss das Presbyterium der Gemeinde den Bau einer Kirche. Der Barmer Stadtbaumeister Carl Winchenbach legte einen Entwurf vor, der vom Bauleiter, dem Architekten Gerhard August Fischer, vergrößert und für eine Bausumme von rund 100.000 Mark in etwas aufwändigerer Weise ausgeführt wurde. Weitere 50.000 Mark kosteten die Anlage der Straße und des Pastorats hinter der Kirche, rund 85.000 Mark trugen die Gemeindemitglieder als Spenden zu den Bau bei. Die Grundsteinlegung erfolgte am 2. August 1881, die Einweihung der Kirche wurde am fünfzigsten Jahrestag der Gemeindegründung, dem 24. Oktober 1882 gefeiert.

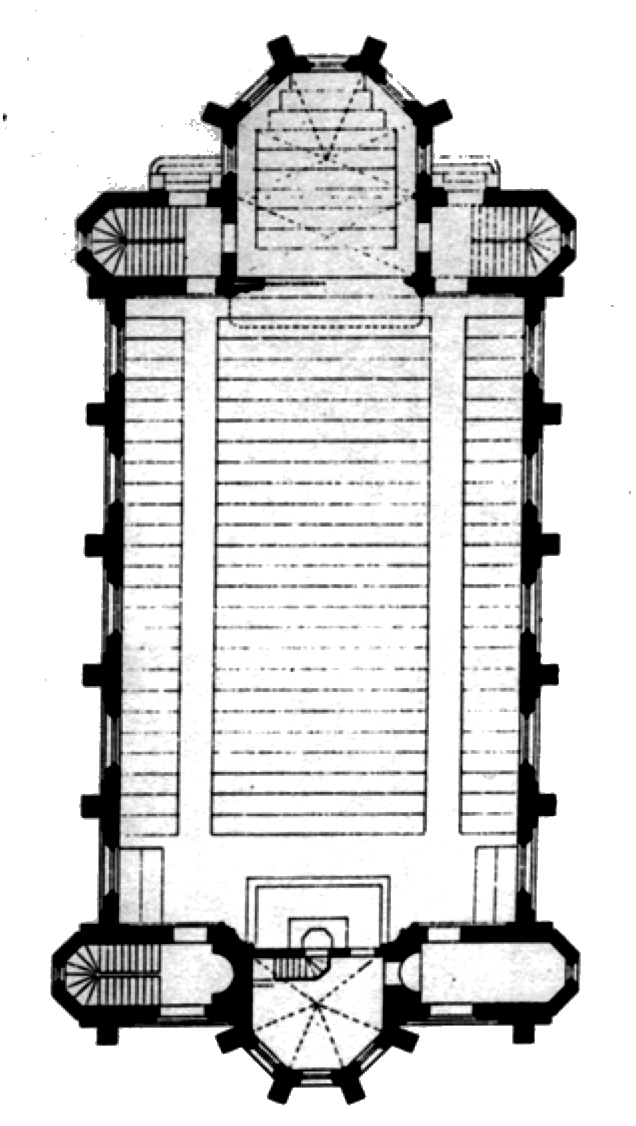
Grundriss der Kirche im ursprünglichen Zustand

Die Pauluskirche ist ein Werk des Historismus und bedient sich vornehmlich spätromanischer Bauformen. Das mit dunklen Backsteinen vermauerte Gebäude ist eine einschiffige Saalkirche mit einem Turm im Süden. Eine Besonderheit sind die im Außenbau vortretenden zwei Apsiden: die unter dem Turm befindliche, hinter der sich ursprünglich der Altar befand und nördlich eine weitere, in der sich ein Versammlungsraum und darüber eine große Empore befinden. Damit erweckt der Bau äußerlich den Eindruck einer doppelchörigen Anlage wie in hochromanischen Kirchen (z. B. St. Aposteln in Köln), jedoch ohne dass diese Elemente funktional im Kirchraum als Chöre aufgenommen sind.
Der 47 Meter hohe schlanke, quadratische Turm mit spitzem achteckigem Turmhelm auf der der Straße zugeneigten Seite scheint den üblichen bergischen Predigtkirchen Wuppertals nachempfunden, die allesamt einen mittigen Turm über der Eingangsfassade aufweisen. Jedoch befand sich bei der Pauluskirche auf dieser Seite der Altar und darüber mittig die Kanzel, die Kirche war also nach Süden ausgerichtet. Vier polygonal endende, aus den Seitenfassaden hervortretende Treppenhäuser zu Seiten der beiden Apsiden führten auf die nördliche Empore über einem Konfirmanden- und Versammlungssaal und eine ursprüngliche Orgelempore im Turm über dem Altar. Durch diese Treppenhäuser führten auch die vier Eingänge in das Kirchenhaus, der Haupteingang lag auf der Turm- bzw., Altarseite. Der 22,8 × 14,2 m große und bis 11,3 m hohe Kirchraum selbst war mit einer schlichten Holzdecke gedeckt und fasste Platz für 800 Personen. Hohe Fenster erleuchteten die fünf Joche des einschiffigen Baus.

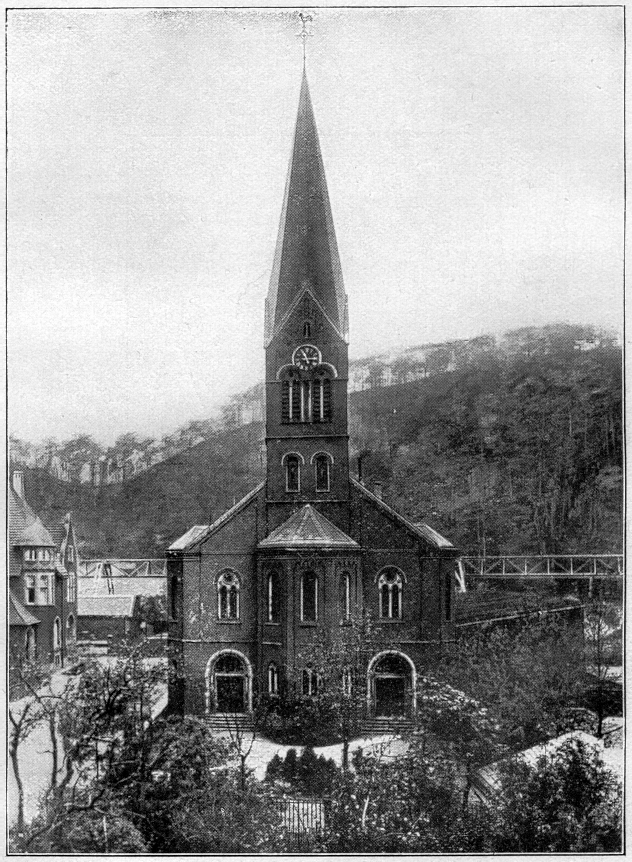
Die Kirche im Zustand nach der Erbauung

Während der Zeit des Nationalsozialismus geriet die Kirche in die Auseinandersetzung zwischen Bekennender Kirche und Deutschen Christen. Nachdem sich alle Pfarrer und das Presbyterium der Gemeinde mit der Barmer Erklärung der östlichen Nachbargemeinde solidarisiert hatten, reklamierten die Deutschen Christen die Pauluskirche 1936 für sich. Nachdem das Presbyterium dieses Ansinnen abgelehnt hatte, verschafften sich die Deutschen Christen gewaltsam Zugang zu der Kirche und hielten am 28. Juni 1936 einen ersten „Dankgottesdienst“ in dem Gebäude ab. Die darauf folgende Verbarrikadierung der Kirche durch die andere Seite wurde mit Brecheisen durchbrochen, hinfort war der Bau durch die Unterstützung der Polizei bis zur Kapitulation 1945 Predigtstätte der Deutschen Christen.
Die Pauluskirche überstand als einzige evangelische Unterbarmer Kirche unversehrt die Bombenangriffe des Zweiten Weltkriegs. Im Zuge der Nachkriegsentwicklung teilte sich die auf 12 Pfarreien angewachsene Gemeinde 1963 in vier neue Gemeinden; die Pauluskirche wurde Pfarrkirche der Gemeinde Unterbarmen-West. 1966 wurde anlässlich des Einbaus einer neuen Orgel die Ausrichtung der Kirche umgekehrt, der Altar wanderte vor die neue Orgel auf der Nordempore. Die Entwicklung der Siedlungsstruktur in der Umgebung der Kirche, in der Wohngebiete immer mehr Dienstleistungs- und Gewerbegebieten wichen, verkleinerte die Zahl der Gläubigen der Teilgemeinde zusehends, so dass die Kirche zu groß für die immer kleiner werdende Gemeinde wurde. Ab 1991 wurde das Gebäude an die Bergische Universität Wuppertal als Vorlesungssaal vermietet, 1995 gründete sich der Verein „Freundeskreis Pauluskirche Unterbarmen e.V.“, der die Kirche seither unterhält und sich teilweise durch einen Büchermarkt, der regelmäßig in der Kirche stattfindet, finanziert. Einmal monatlich findet noch Gottesdienst der inzwischen wieder vereinigten Unterbarmer Gemeinde in dem Gebäude statt, die weitere Nutzung erstreckt sich auf Vorlesungen der Universität, Konzerte und Ausstellungen. Seit 1989 steht die Pauluskirche unter Denkmalschutz.